# Elizabeth Seal
Elizabeth Seal (Genova, 28 agosto 1933) è un'attrice e cantante inglese, nota soprattutto come interprete di musical.
Nel 1961 vinse un Tony Award alla miglior attrice protagonista in un musical per la sua interpretazione da protagonista nel musical Irma la douce.

## Filmografia parziale

### Attrice

#### Cinema
- Radio Cab Murder, regia di Vernon Sewell (1954)

- Città sotto inchiesta (Town on Trial), regia di John Guillermin (1957)
- La tragedia del Phoenix (Cone of Silence), regia di Charles Frend (1960)
- La regina dei vampiri (Vampire Circus), regia di Robert Young (1972)
- Mack the Knife, regia di Menahem Golan (1989)
- Tomb Raider - La culla della vita (Lara Croft Tomb Raider: The Cradle of Life), regia di Jan de Bont (2003)